# Сиднейский монетный двор
Сиднейский монетный двор — старейшее общественное здание в деловом районе Сиднея. Сиднейский монетный двор был построен между 1811 и 1816 годами в качестве южного крыла больницы Сиднея, он был тогда известен как Rum Hospital. В 1854 году монетный двор был основан в отреставрированном здании бывшей больницы. В внутреннем крыле здания располагалось оборудование для чеканки монет. Эти два здания являются памятниками архитектуры Нового Южного Уэльса.
Здания располагаются на Маквер-стрит 10, это недалеко от других известных австралийских исторических зданий, включая бывшую казарму в Гайд-парке, церковь Сент-Джеймс и здание парламента штата. В настоящее время эти здания открыты для общественности.

## История

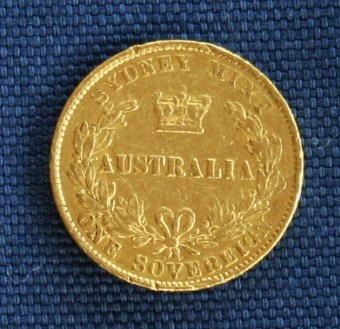
Монета выпущенная на монетном дворе

В 1811 году губернатор Лаклан Маккуори приступил к планированию здания новой больницы общего профиля в Сиднее, которое должно было стать первым крупным общественным зданием города. Строители выпили 45.000 галлонов рома, и новая больница получила имя Rum Hospital. Строительство было завершено в 1816 году.
Здание построено в стиле древнегреческой архитектуры с двумя ярусами колонн. Планом было предусмотрено создание оптической иллюзии имитирующее Парфенон в Афинах.
С 1842 года по 1854 год в здании размещался военный госпиталь.

## Королевский монетный двор (1855—1926)
Британский государственный секретарь дал указ колониальному правительству создать монетный двор в Сиднее, который должен был стать первым филиалом Королевского монетного двора за пределами Англии. Также было запланировано строительство цеха по чеканке монета. С переносом монетного двора в 1926 году, в Мельбурн и Перт, где стояло гораздо более совершенное оборудование, монетный двор был закрыт.

## Правительственные учреждения, музей (1927-настоящее время)
После закрытия монетного двора в Сиднее в нём было размещено Государственное управление по страхованию. В течение 50 лет здание занимали и другие государственные учреждения, в том числе местное самоуправление Пенсионного совета, Электрическая компания, комитет по лицензированию и отдел фонда семейного планирования. Здания обветшали и планировалось их снести.
Активисты сохранения исторического наследия в 1979 году успешно провели кампанию с целью сохранить здание Монетного двора. Премьер-министр Нового Южного Уэльса, Невилл Ран, объявил, что Монетный двор перейдет под контроль Музея прикладных искусств и наук. Музей был закрыт в 1997 году и здание было передано под контроль городской администрации.